# 三角柱
三角柱（さんかくちゅう、英: Triangular prism）は、底面2面が三角形、側面3面が四角形の角柱。五面体の柱体である。なお、底面の三角形が正三角形のものは、正三角柱という（側面長との比率は問わない）。

## 三角柱部分を含む立体の例

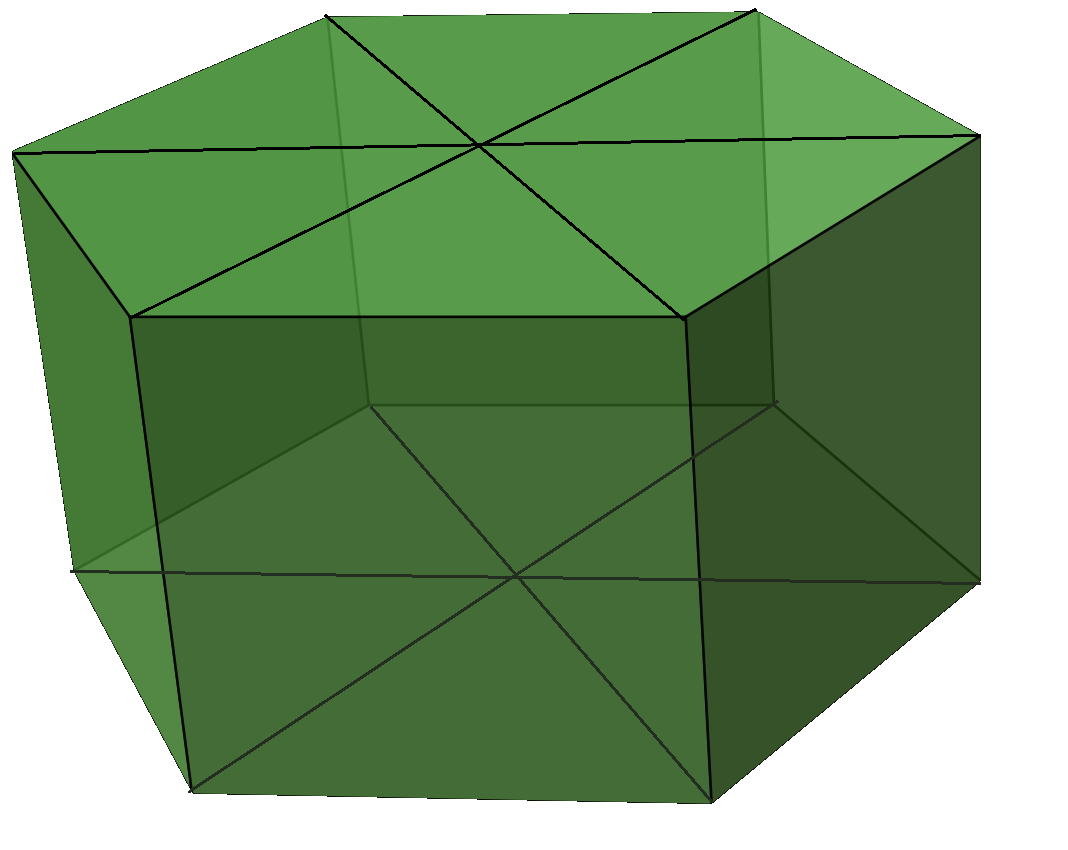
正六角柱の分割
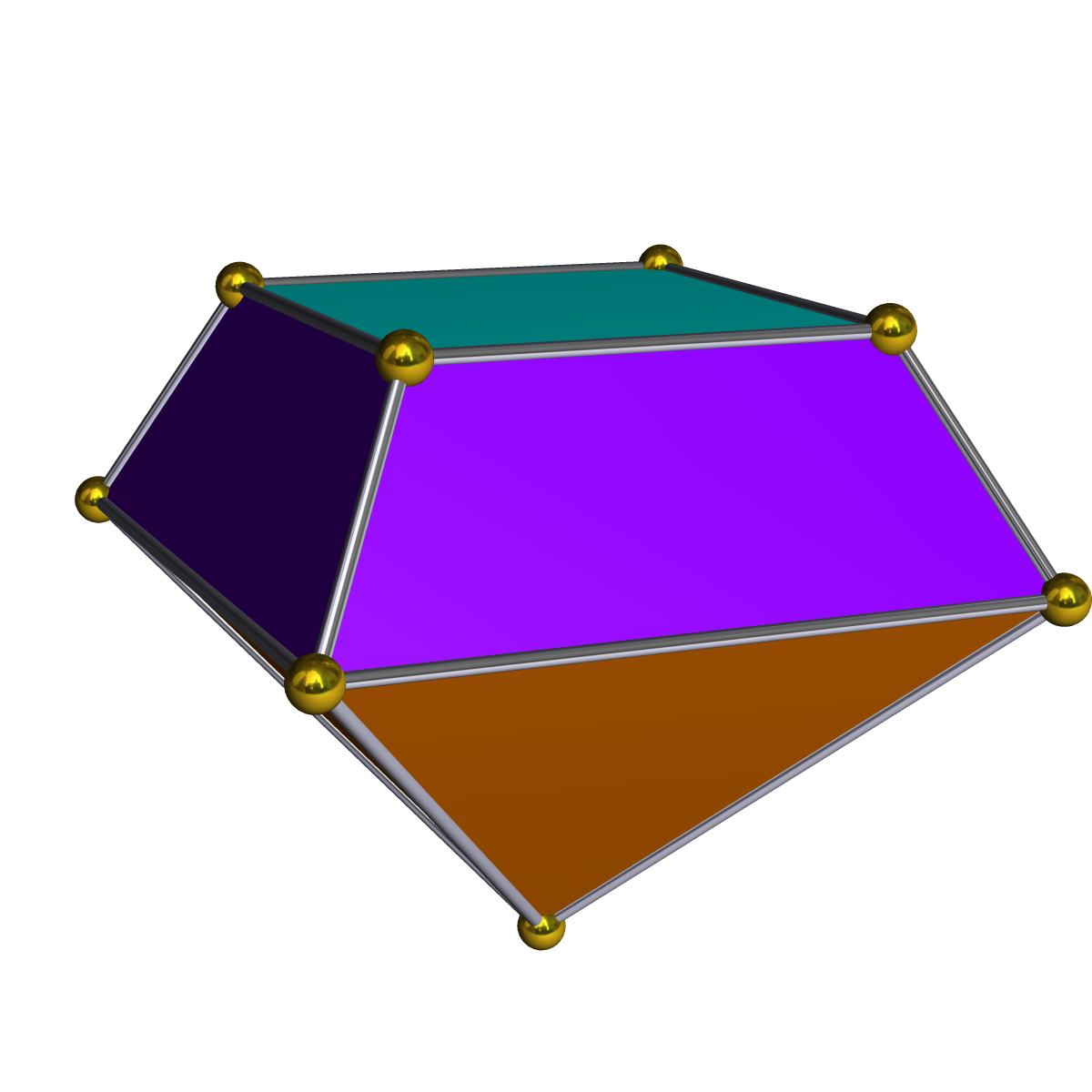
九面体の一種
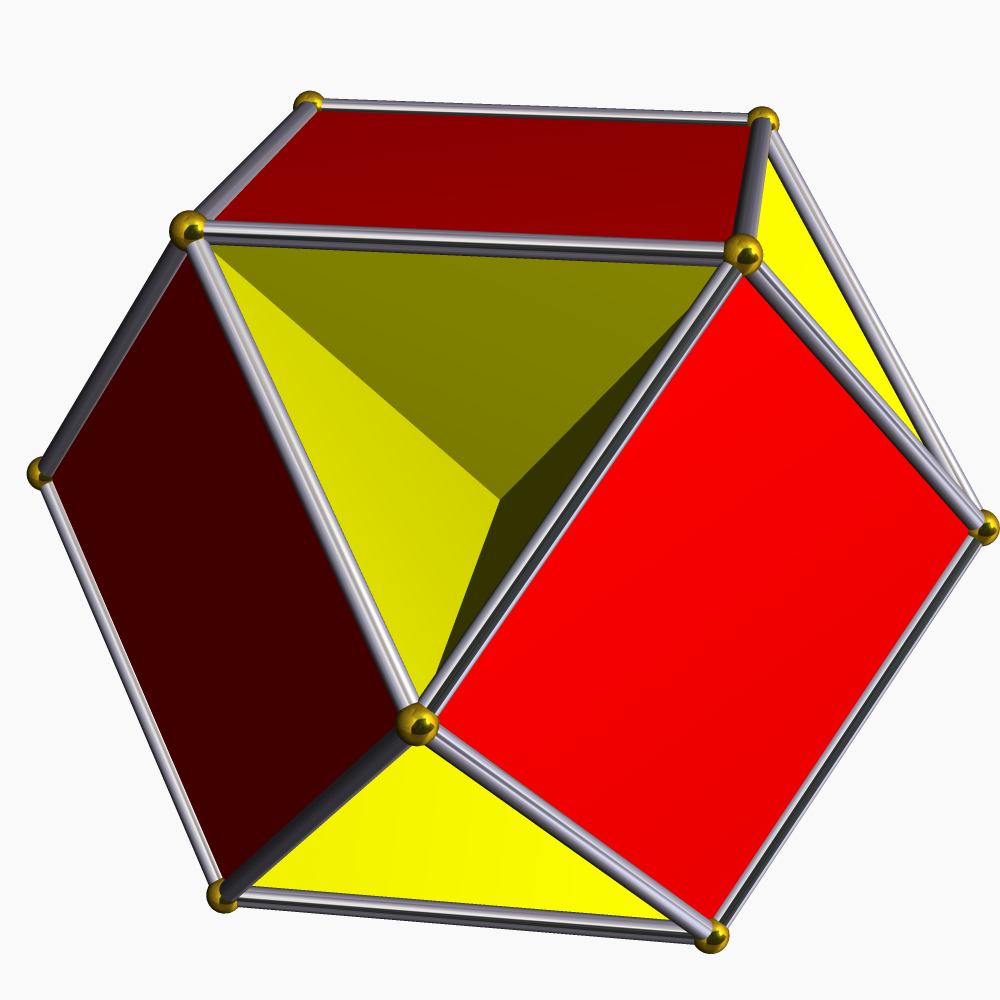
立方半八面体 （一様多面体）
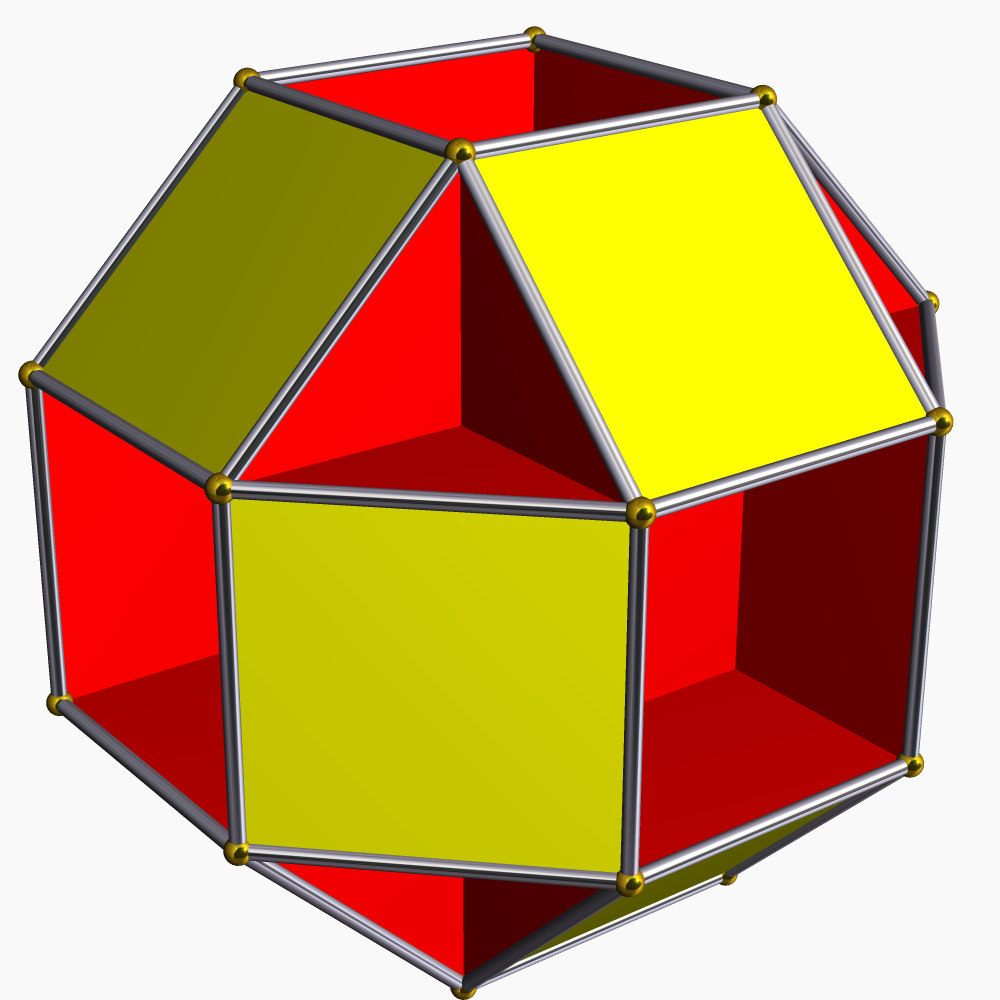
小斜方六面体 （一様多面体）
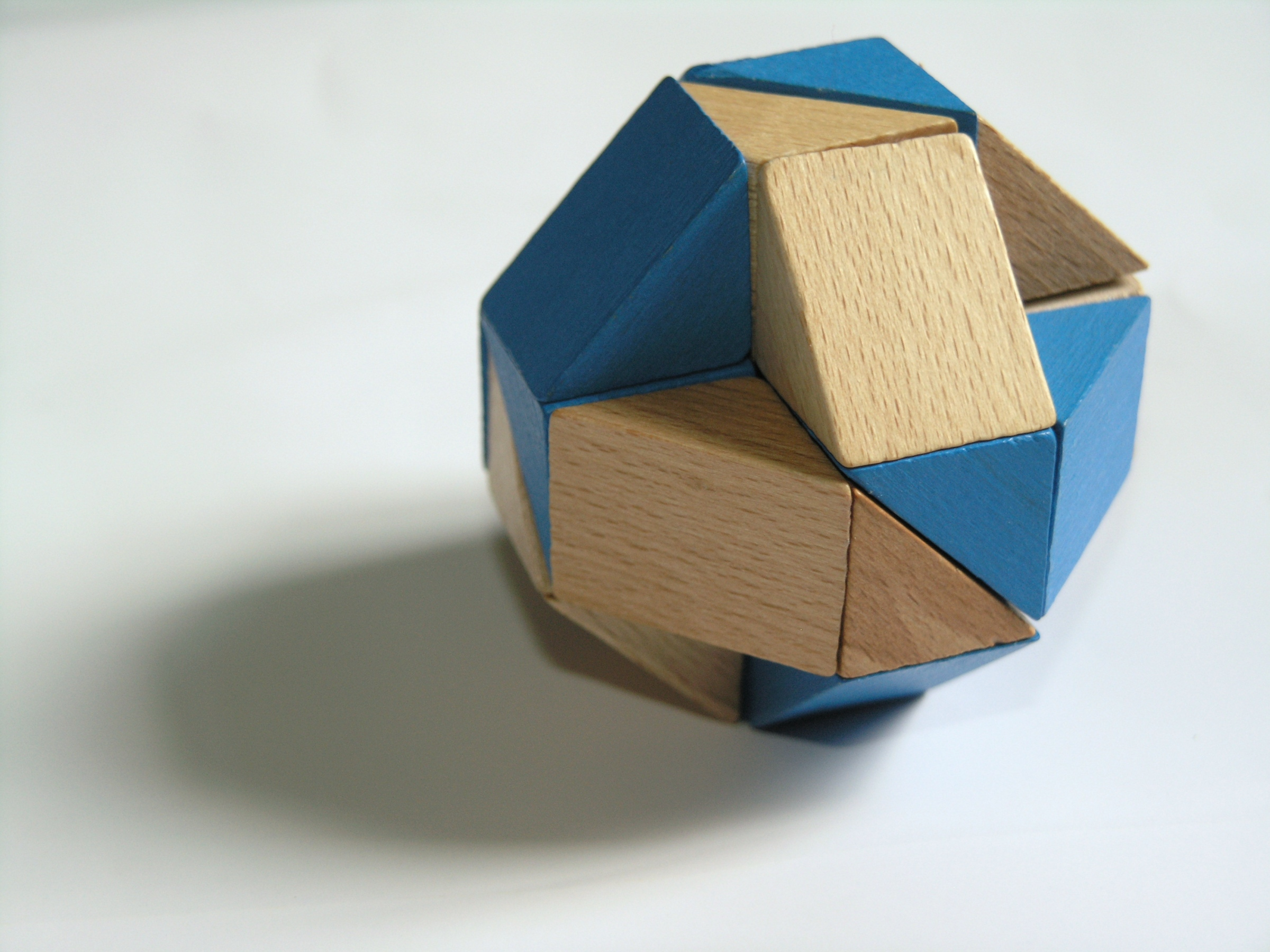
ルービックスネーク
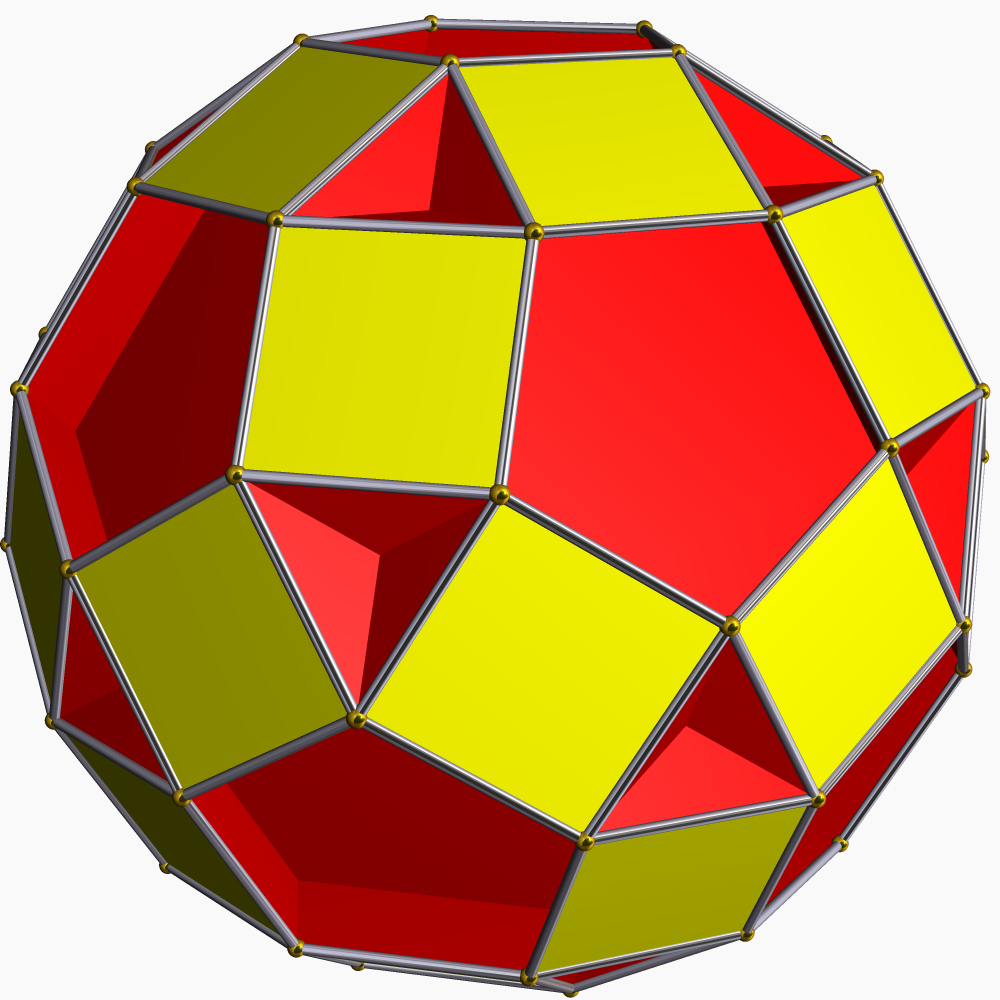
小斜方十二面体 （一様多面体）
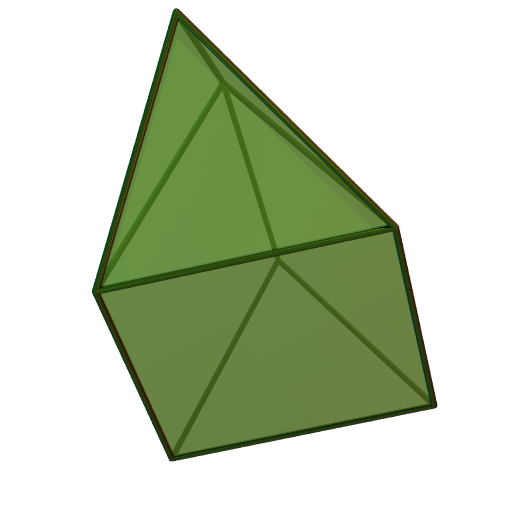
J70 正三角錐柱
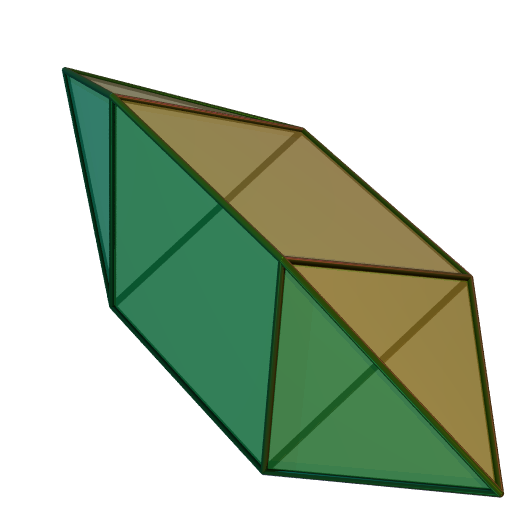
J14 双三角錐柱
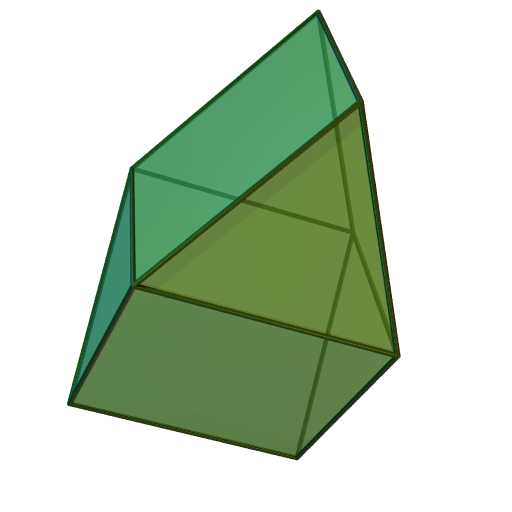
J26 異相双三角柱
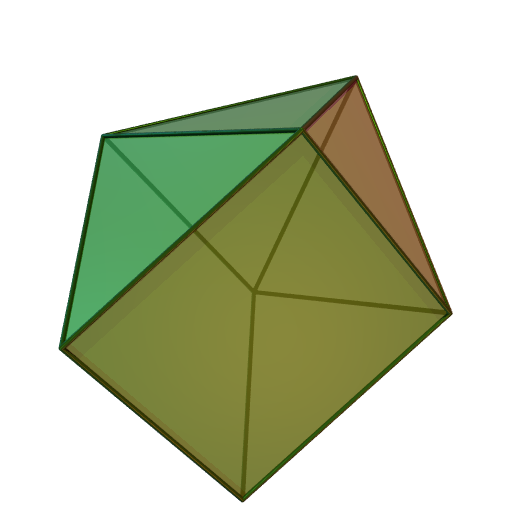
J49 側錐三角柱
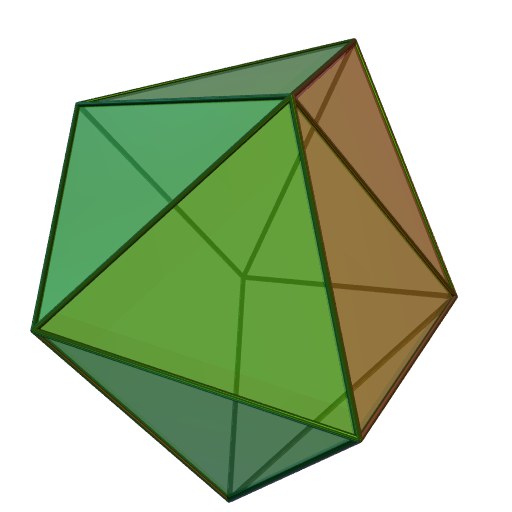
J50 二側錐三角柱
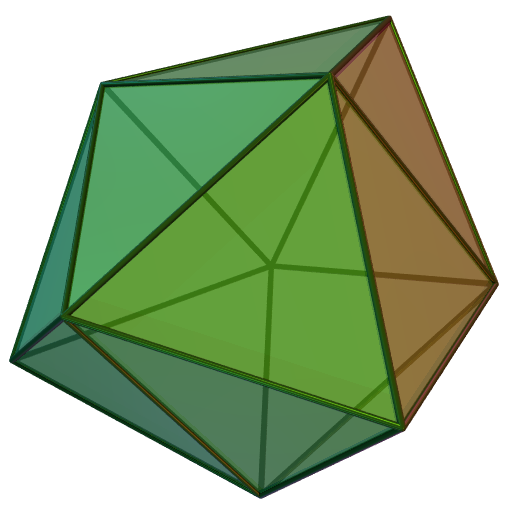
J51 三側錐三角柱

## ギャラリー

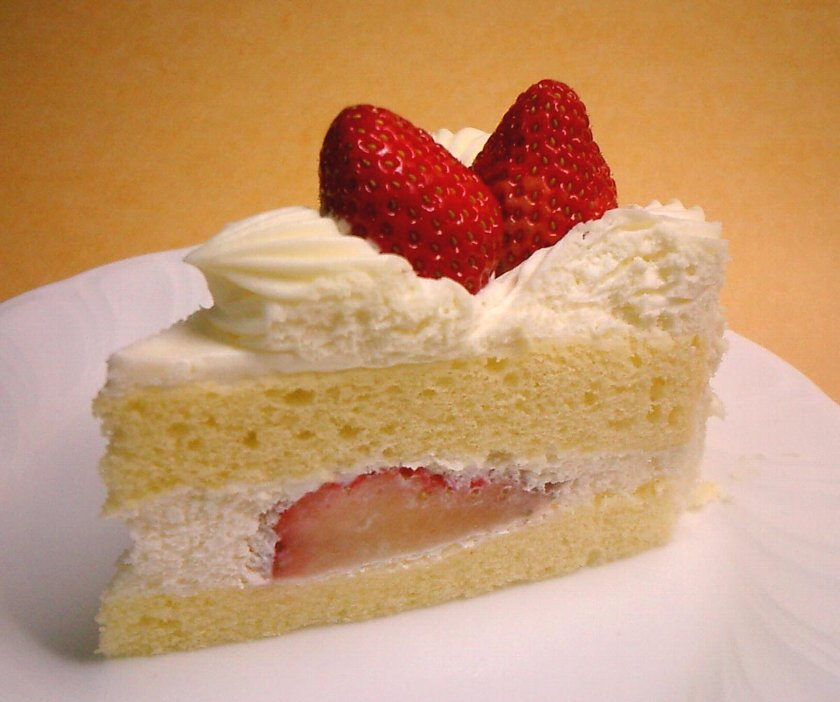
ショートケーキは側面の1つに弧があるため三角柱ではない
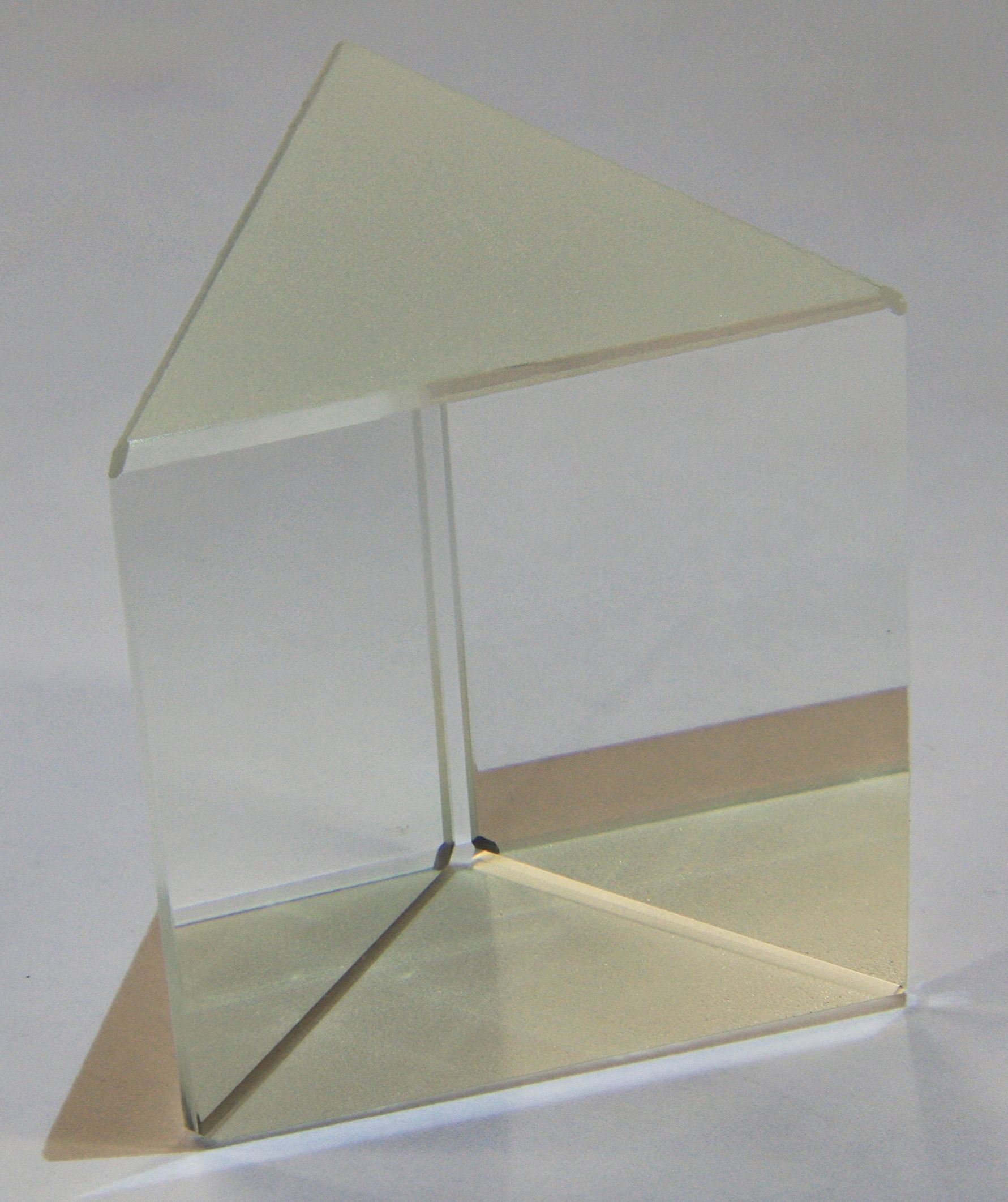
正三角柱のプリズム
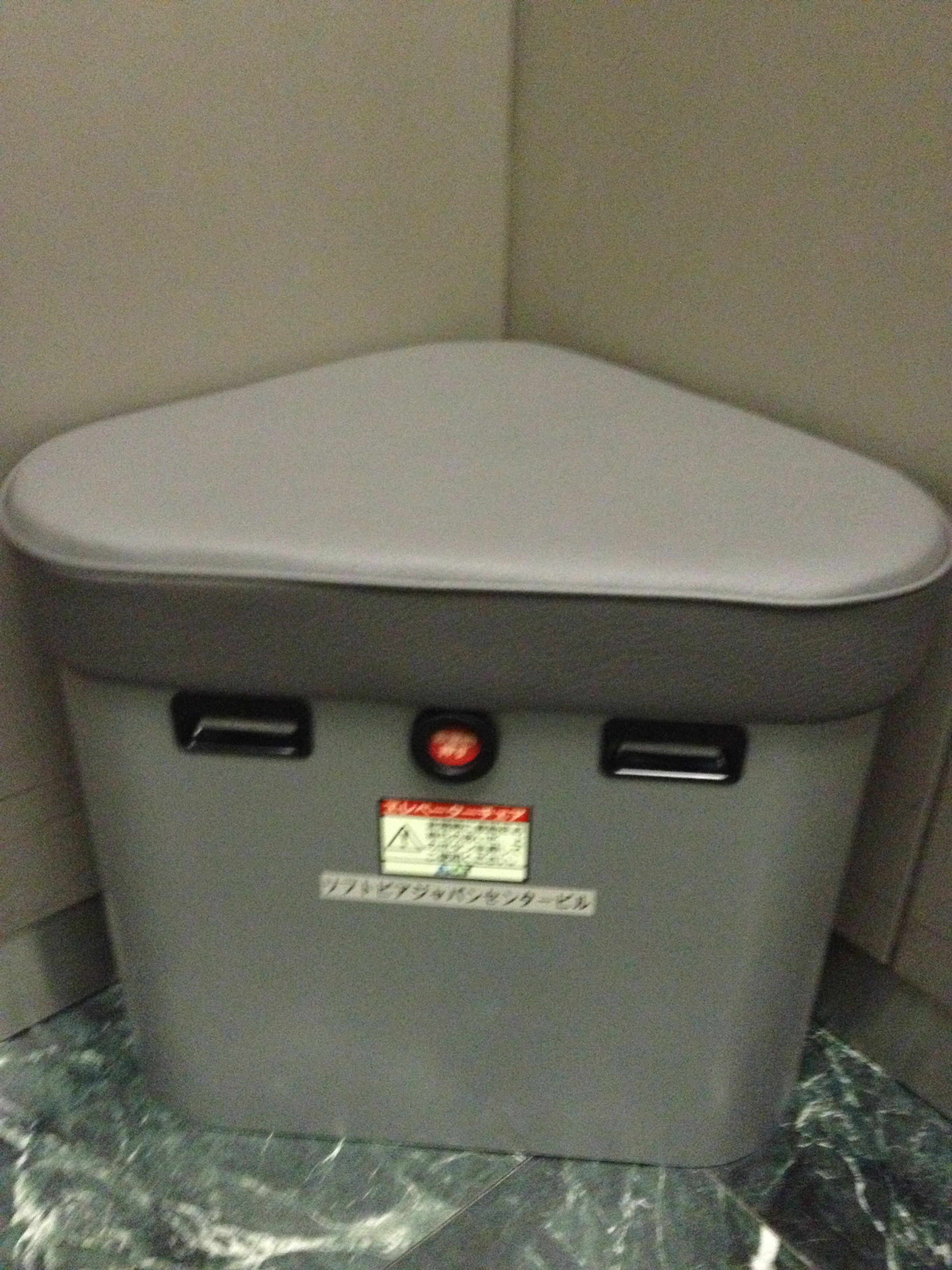
直角二等辺三角柱の「エレベーターチェア」
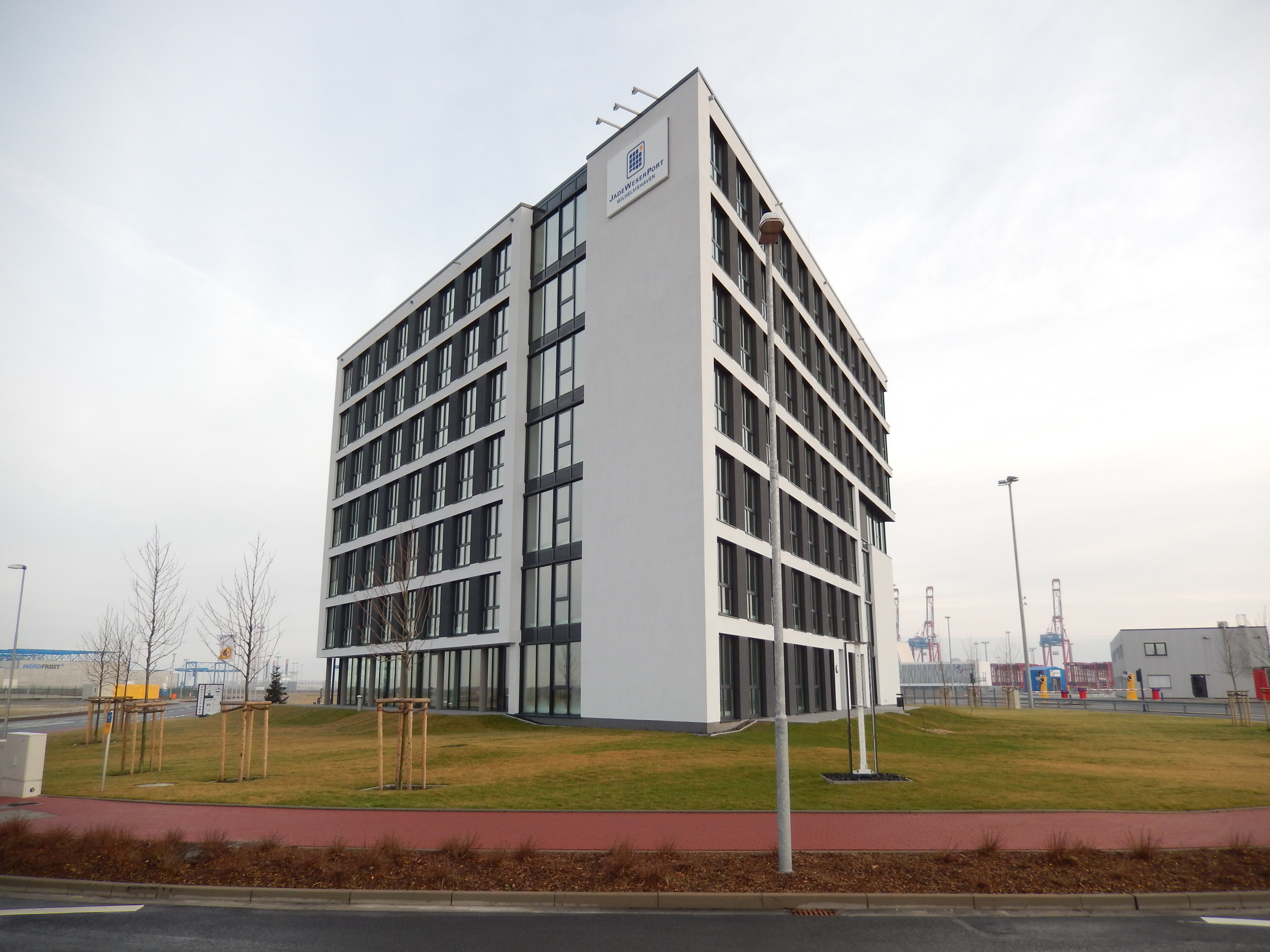
建物
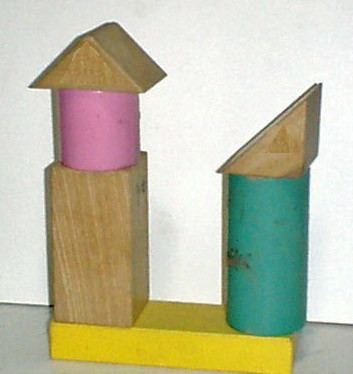
積木
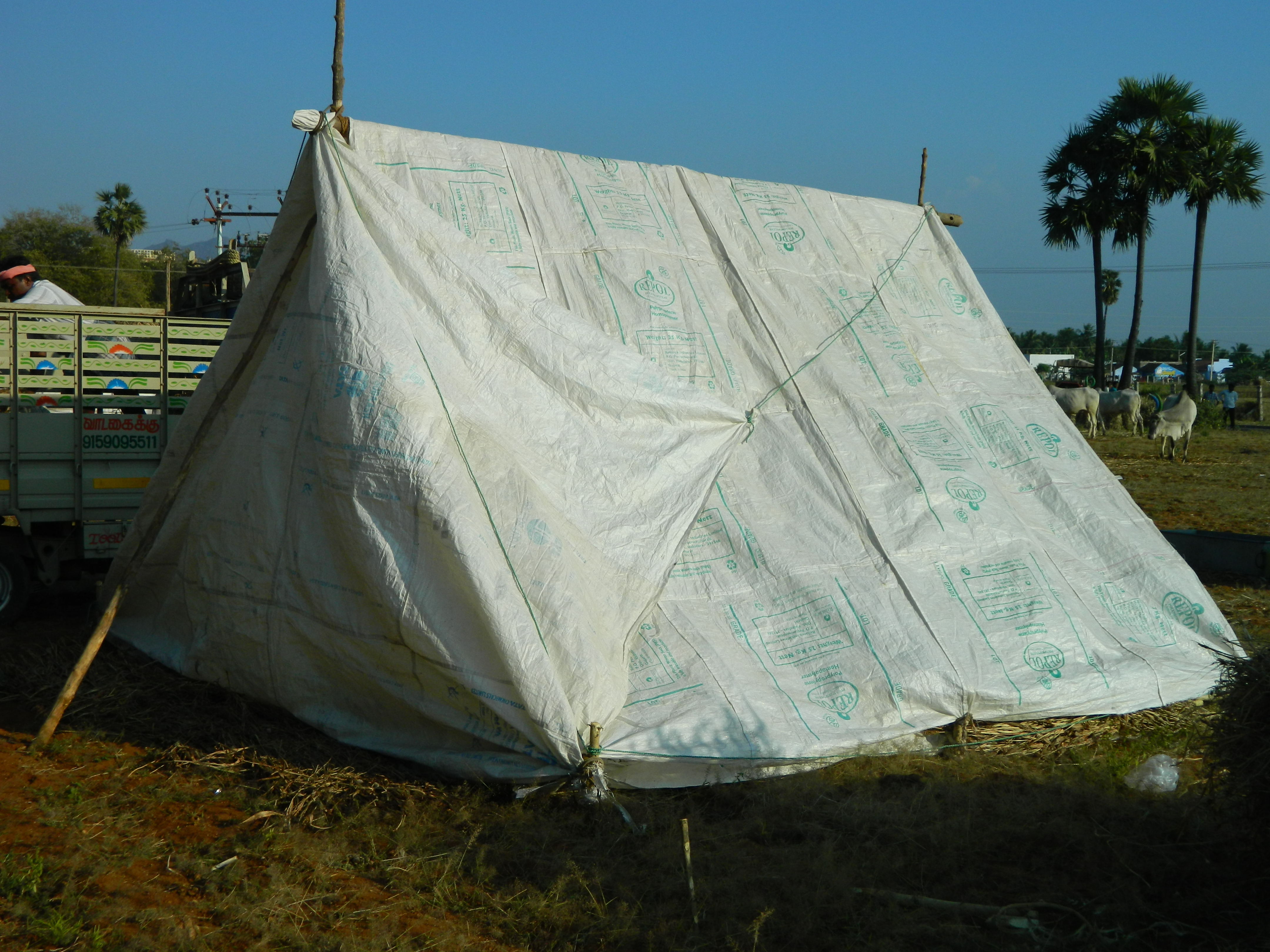
寝かせた形のテント
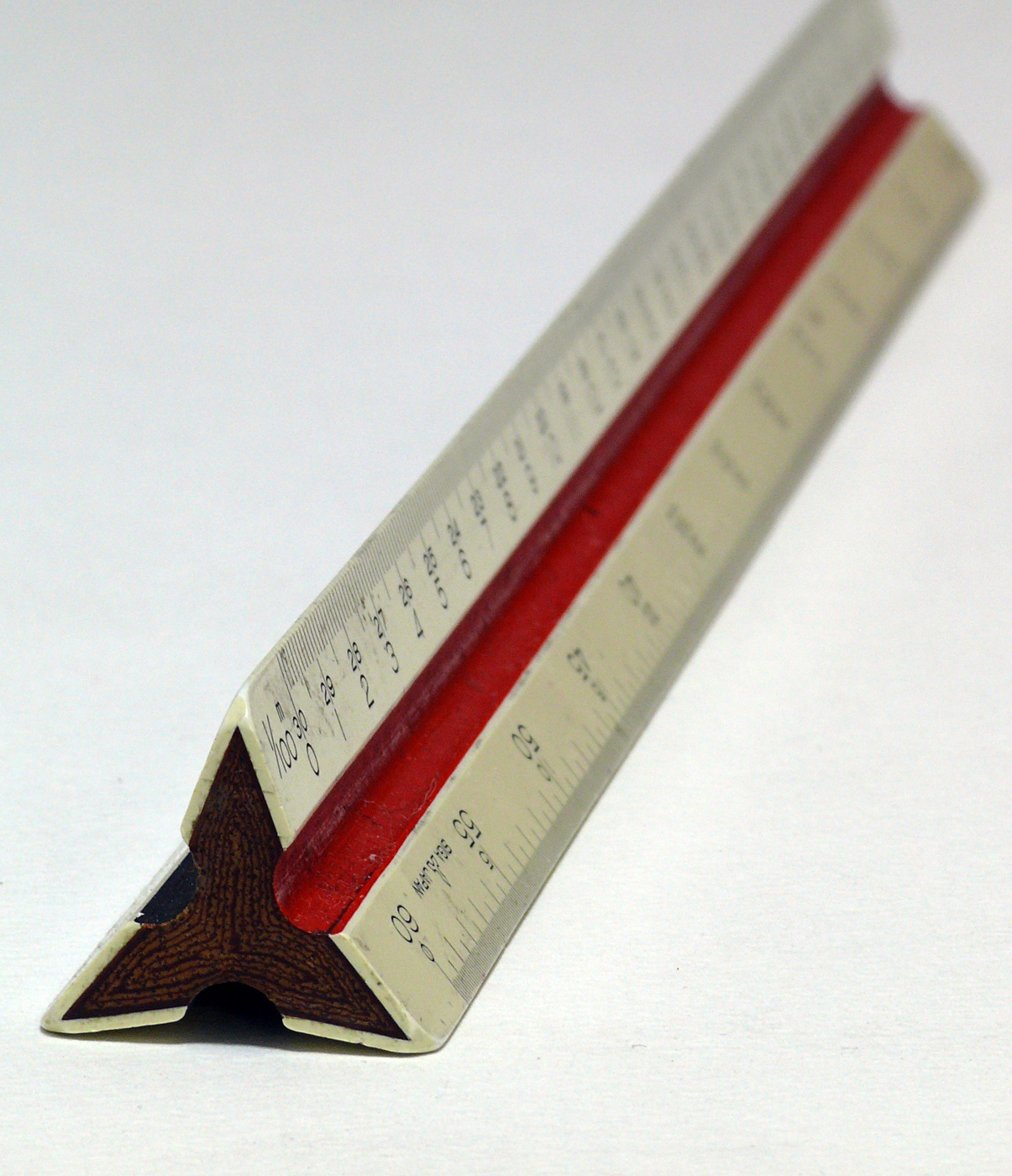
寝かせた形の三角スケール
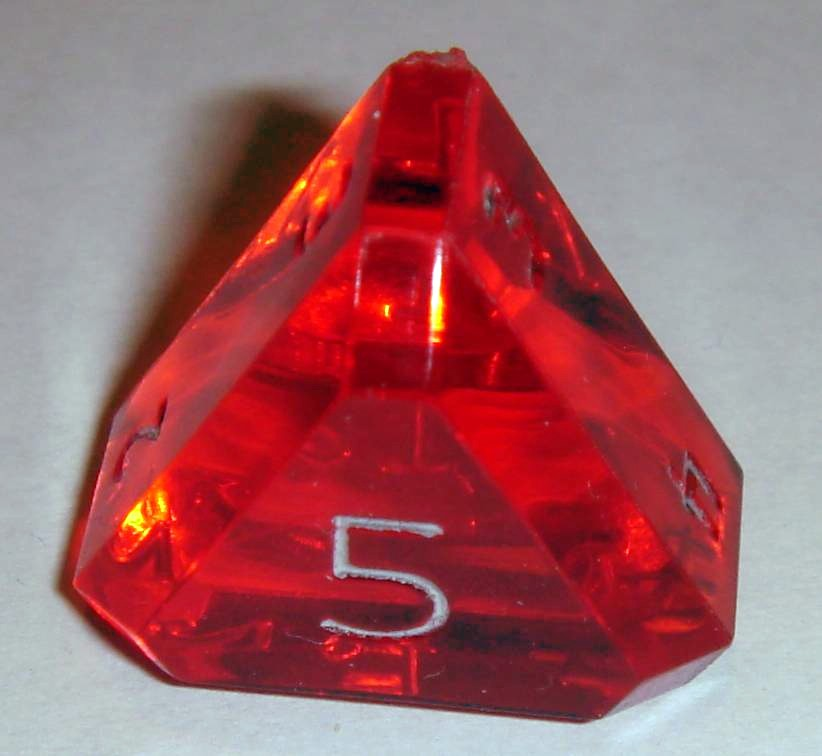
寝かせた形の5面ダイス
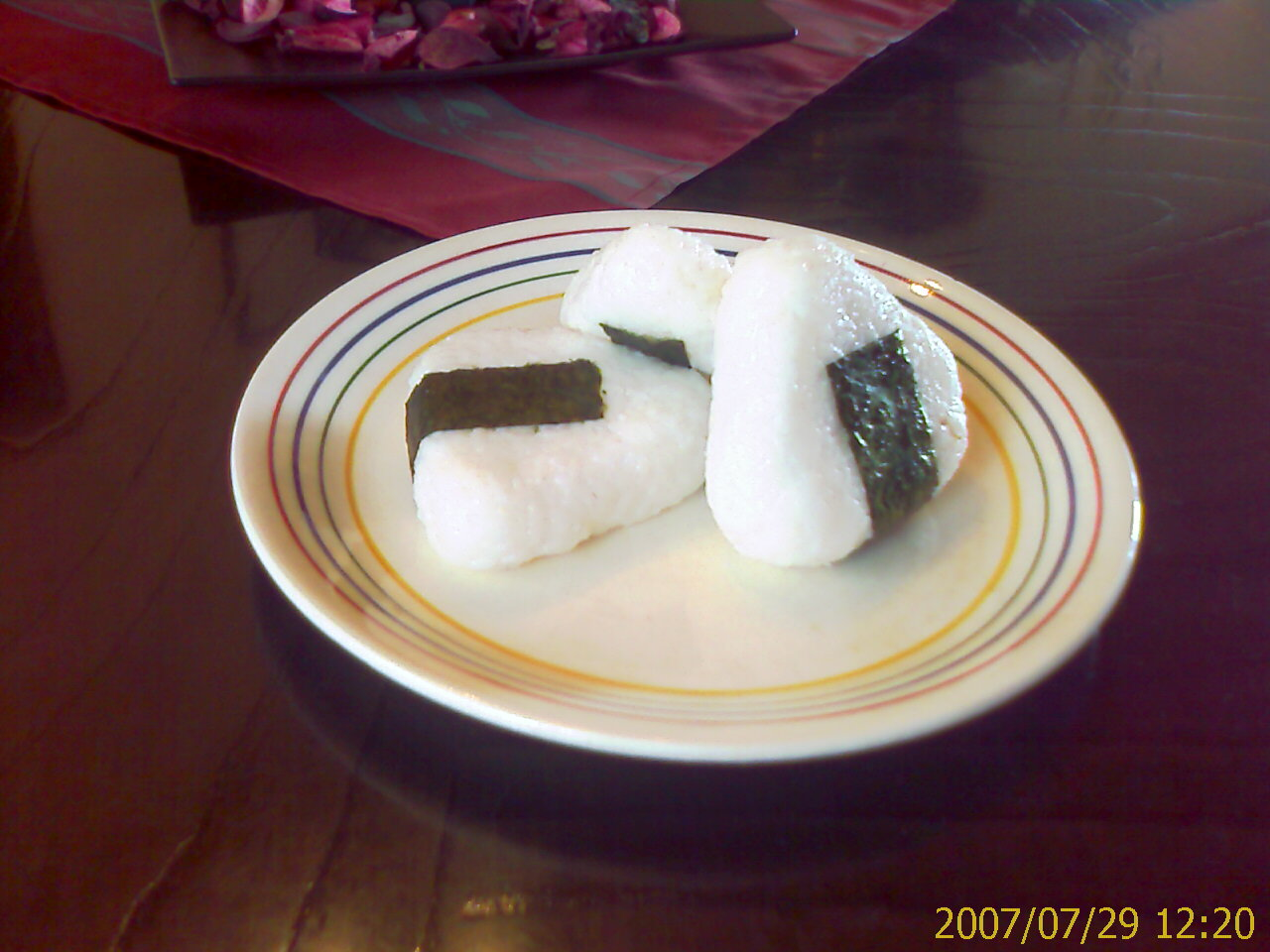
寝かせた形のおにぎり
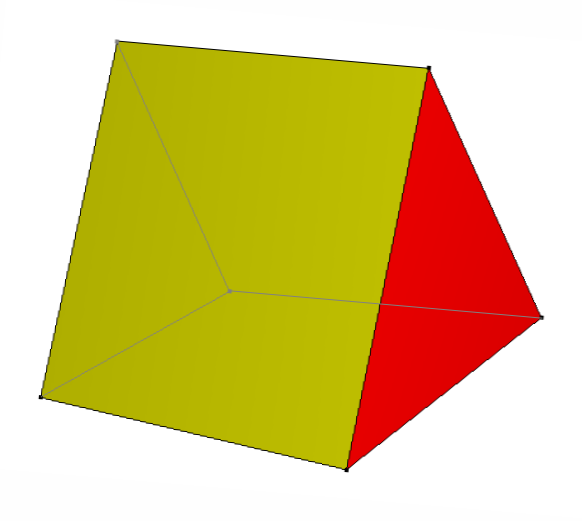
Parallel triangle wedge
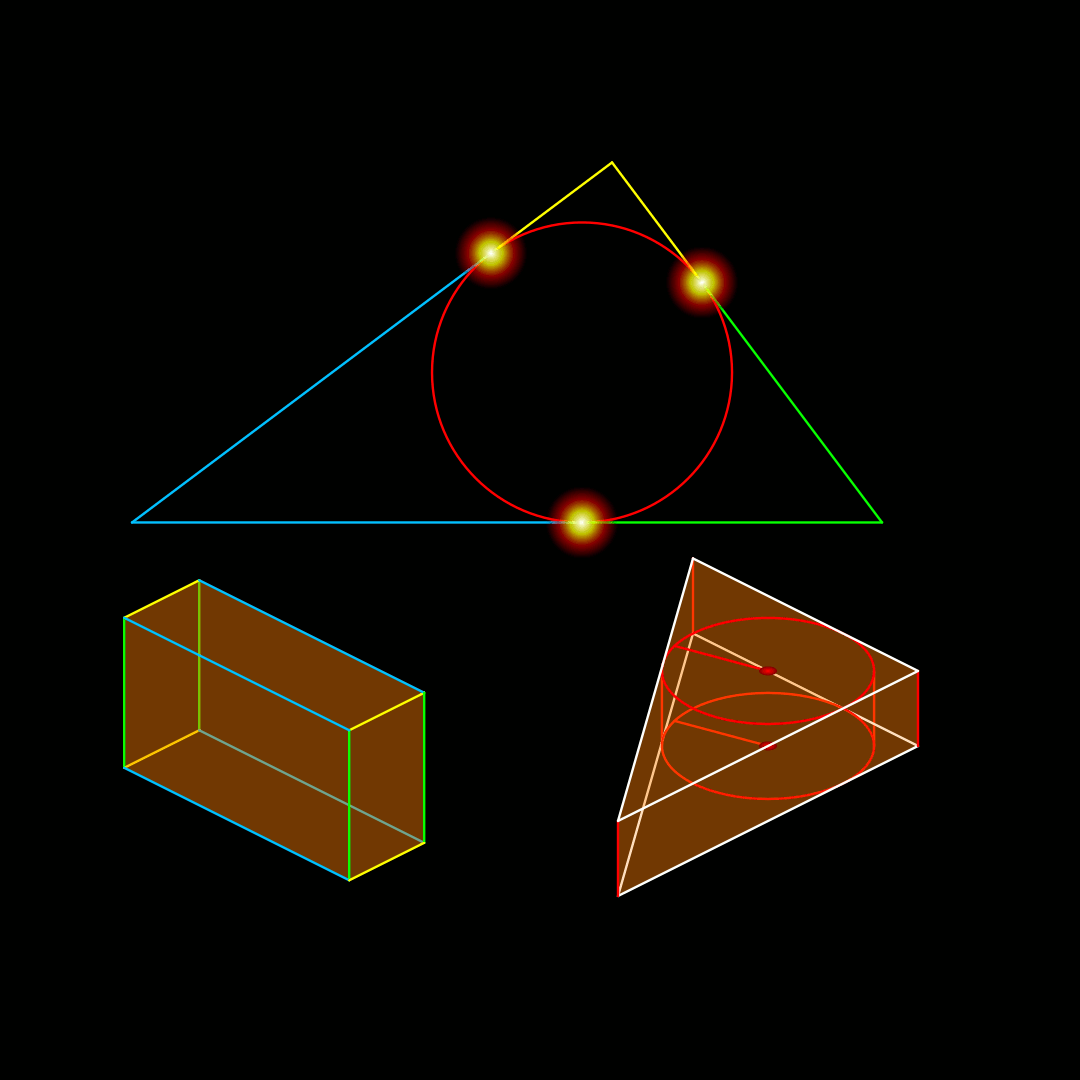
三角形の内接円の〔半径〕は、『三種類の「頂点から内接円との接点までの距離」の辺を持つ直方体』と同じ体積の『同じ三角形を面に持つ柱』の〔高さ〕と等しくなる。